# Creed (film)

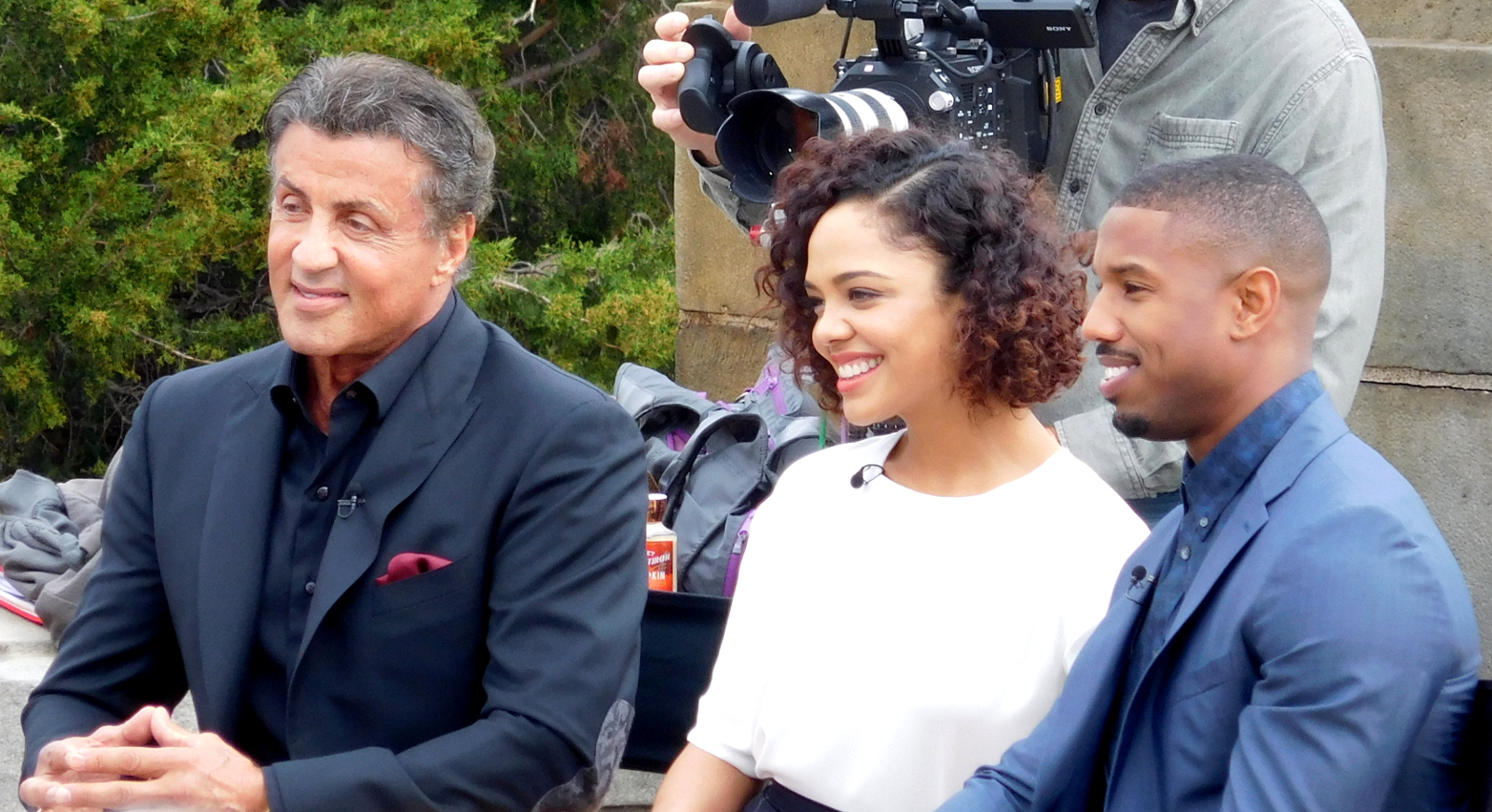
Stallone, Thompson a Jordan při promování filmu ve Filadelfii v listopadu roku 2015.

Creed je americký sportovní film z roku 2015. Režie se ujal Ryan Coogler a scénáře Coogler společně s Aaronem Covingtonem. Film je spin-offem a sequelem série filmů Rocky. Hlavní role hrají Michael B. Jordan, Sylvester Stallone, Tessa Thompson, Phylicia Rashād, Tony Bellew a Graham McTavish. Film měl premiéru ve Spojených státech dne 25. listopadu 2015 na 40. výročí od premiéry filmu Rocky. V České republice měl film premiéru dne 31. prosince 2015. Stallone byl za roli nominován na Oscara v kategorii nejlepší mužský herecký výkon ve vedlejší roli. Za roli vyhrál ceny National Board of Review Award, Critics' Choice Award a Zlatý glóbus. Sequel nazvaný Creed II bude mít premiéru v listopadu 2018. Režie se ujal Steven Caple Jr. a scénáře Stallone a Cheo Hodari Coker.

## Obsazení
- Michael B. Jordan jako Adonis Creed
  - Alex Henderson jako malý Adonis Johnson
- Sylvester Stallone jako Rocky Balboa
- Tessa Thompson jako Bianca
- Phylicia Rashad jako Mary Anne Creed
- Graham McTavish jako Tommy Holiday
- Wood Harris jako Tony Evers
- Ritchie Coster jako Pete Sporino
- Tone Trump (sám sebe)
- Brian Anthony Wilson jako James

- Anthony Bellew jako Ricky Conlan
- Andre Ward jako Danny Wheeler
- Gabriel Rosado jako Leo „Lev“ Sporino
- Jacob „Stitch“ Duran (sám sebe)

## Produkce
Dne 24. července 2013 společnost MGM oznámila, že podepsala smlouvu s režisérem filmu Fruitvale Ryanem Cooglerem na režii spin-offu Rockyho. V únoru roku 2015 bylo oznámeno, že ve filmu se v hlavních rolích objeví Michael B. Jordan a Sylvester Stallone. Původní producenti Irwin Winkler a Robert Chartoff budou film produkovat společně se Stallonem a Kevinem King-Templetonem. 

### Natáčení
Natáčení bylo zahájeno dne 19. ledna 2015 v Goodisonově parku. Převážně se natáčelo ve Filadelfii. Od února do března se natáčelo ve studiích Sun Center a Aston Township. 

### Hudba
Hudební skóre pro film napsal švédský skladatel Ludwig Göransson, který je zatím třetím skladatelem série filmů Rocky. Bil Conti pracoval na filmech Rocky I, Rocky II, Rocky III, Rocky V a Rocky Balboa a  Vince DiCola na Rocky IV. Soundtrackové album se skládá převážně z hip hopových skladeb umělců jako Future, Meek Mill a White Dave. Jak skóre tak soundtrack byl vydán dne 20. listopadu 2015 společnostmi WaterTown Music a Atlantic Records. 

## Přijetí

### Tržby
Film vydělal 109,8 milionů dolarů v Severní Americe a 63,8 milionů dolarů v ostatních oblastech, celkově tak vydělal 173,6 milionů dolarů po celém světě. Rozpočet filmu činil 35 milionů dolarů. Za první víkend docílil třetí nejvyšší návštěvnosti, kdy vydělal 30,1 milionů dolarů.

### Recenze
Na recenzní stránce Rotten Tomatoes získal z 273 započtených recenzí 95 procent s průměrným ratingem 7,9 bodů z deseti. Na serveru Metacritic snímek získal z 42 recenzí 82 bodů ze sta. Na Česko-Slovenské filmové databázi snímek si k 1. srpnu 2018 drží 75 procent.

### Ocenění a nominace
| Ocenění                                       | Kategorie                                      | Nominovaný                    | Výsledek  |
| --------------------------------------------- | ---------------------------------------------- | ----------------------------- | --------- |
| African-American Film Critics Association     | Nejlepší režie                                 | Ryan Coogler                  | vítězství |
| African-American Film Critics Association     | Nejlepší ženský herecký výkon ve vedlejší roli | Tessa Thompson                | vítězství |
| African-American Film Critics Association     | Objev roku                                     | Michael B. Jordan             | vítězství |
| African-American Film Critics Association     | Nejlepších deset filmů                         | Creed                         | vítězství |
| Austin Film Critics Association               | Nejlepší mužský herecký výkon v hlavní roli    | Michael B. Jordan             | nominace  |
| Austin Film Critics Association               | Nejlepší mužský herecký výkon ve vedlejší roli | Sylvester Stallone            | vítězství |
| Boston Online Film Critics Association        | Nejlepší mužský herecký výkon v hlavní roli    | Michael B. Jordan             | vítězství |
| Boston Online Film Critics Association        | Nejlepší mužský herecký výkon ve vedlejší roli | Sylvester Stallone            | vítězství |
| Boston Online Film Critics Association        | Nejlepších deset filmů roku                    | Creed                         | vítězství |
| Boston Society of Film Critics                | Nejlepší mužský herecký výkon ve vedlejší roli | Sylvester Stallone            | 2. místo  |
| Boston Society of Film Critics                | Nejlepší skladatel                             | Ludwig Göransson              | 2. místo  |
| Chicago Film Critics Association Awards       | Nejlepší mužský herecký výkon ve vedlejší roli | Sylvester Stallone            | nominace  |
| Critic's Choice Awards                        | Nejlepší mužský herecký výkon ve vedlejší roli | Sylvester Stallone            | vítězství |
| Empire Awards                                 | Nejlepší mužský herecký výkon v hlavní roli    | Michael B. Jordan             | nominace  |
| Empire Awards                                 | Nejlepší režie                                 | Ryan Coogler                  | nominace  |
| Filmová cena MTV                              | Nejlepší film                                  | Creed                         | nominace  |
| Filmová cena MTV                              | Nejlepší mužský herecký výkon v hlavní roli    | Michael B. Jordan             | nominace  |
| Houston Film Critics Society                  | Nejlepší mužský herecký výkon ve vedlejší roli | Sylvester Stallone            | nominace  |
| Indiana Film Journalists Association          | Nejlepší film                                  | Creed                         | nominace  |
| Indiana Film Journalists Association          | Nejlepší režie                                 | Ryan Coogler                  | nominace  |
| Indiana Film Journalists Association          | Nejlepší mužský herecký výkon ve vedlejší roli | Sylvester Stallone            | nominace  |
| Kansas City Film Critics Circle               | Nejlepší mužský herecký výkon ve vedlejší roli | Sylvester Stallone            | nominace  |
| Las Vegas Film Critics Society                | Nejlepší film                                  | Creed                         | nominace  |
| Las Vegas Film Critics Society                | Nejlepší režie                                 | Ryan Coogler                  | nominace  |
| Las Vegas Film Critics Society                | Nejlepší mužský herecký výkon v hlavní roli    | Michael B. Jordan             | nominace  |
| Las Vegas Film Critics Society                | Nejlepší mužský herecký výkon ve vedlejší roli | Sylvester Stallone            | vítězství |
| Los Angeles Film Critics Association          | Ocenění Nová generace                          | Ryan Coogler                  | vítězství |
| NAACP Image Award                             | Nejlepší film                                  | Creed                         | nominace  |
| NAACP Image Award                             | Nejlepší mužský herecký výkon v hlavní roli    | Michael B. Jordan             | vítězství |
| NAACP Image Award                             | Nejlepší ženský herecký výkon ve vedlejší roli | Phylicia Rashad               | vítězství |
| NAACP Image Award                             | Nejlepší ženský herecký výkon ve vedlejší roli | Tessa Thompson                | nominace  |
| NAACP Image Award                             | Nejlepší režie                                 | Ryan Coogler                  | vítězství |
| NAACP Image Award                             | Nejlepší scénář                                | Ryan Coogler, Aaron Covington | vítězství |
| National Board of Review                      | Nejlepších deset filmů                         | Creed                         | vítězství |
| National Board of Review                      | Nejlepší mužský herecký výkon ve vedlejší roli | Sylvester Stallone            | vítězství |
| Národní společnost filmových kritiků          | Nejlepší mužský herecký výkon v hlavní roli    | Michael B. Jordan             | vítězství |
| New York Film Critics Online                  | Nejlepší režie                                 | Ryan Coogler                  | nominace  |
| New York Film Critics Online                  | Nejlepší mužský herecký výkon ve vedlejší roli | Sylvester Stallone            | nominace  |
| Online Film Critics Society                   | Nejlepší mužský herecký výkon v hlavní roli    | Michael B. Jordan             | nominace  |
| Online Film Critics Society                   | Nejlepší mužský herecký výkon ve vedlejší roli | Sylvester Stallone            | nominace  |
| Oscar                                         | Nejlepší mužský herecký výkon ve vedlejší roli | Sylvester Stallone            | nominace  |
| Phoenix Critics Circle                        | Nejlepší mužský herecký výkon ve vedlejší roli | Sylvester Stallone            | vítězství |
| San Francisco Film Critics Circle             | Nejlepší mužský herecký výkon ve vedlejší roli | Sylvester Stallone            | nominace  |
| Satellite Awards                              | Nejlepší mužský herecký výkon ve vedlejší roli | Sylvester Stallone            | nominace  |
| Southeastern Film Critics Association         | Nejlepší mužský herecký výkon ve vedlejší roli | Sylvester Stallone            | vítězství |
| St. Louis Film Critics Association            | Nejlepší mužský herecký výkon ve vedlejší roli | Sylvester Stallone            | vítězství |
| Teen Choice Awards                            | Nejlepší film: drama                           | Creed                         | nominace  |
| Teen Choice Awards                            | Nejlepší filmový herec: drama                  | Michael B. Jordan             | nominace  |
| Teen Choice Awards                            | Nejlepší filmová herečka: drama                | Tessa Thompson                | nominace  |
| Vancouver Film Critics Circle                 | Nejlepší mužský herecký výkon ve vedlejší roli | Sylvester Stallone            | nominace  |
| Washington D.C. Area Film Critics Association | Nejlepší mužský herecký výkon ve vedlejší roli | Sylvester Stallone            | nominace  |
| Zlatý glóbus                                  | Nejlepší mužský herecký výkon ve vedlejší roli | Sylvester Stallone            | vítězství |
| Zlatá malina                                  | Cena za filmové vykoupení                      | Sylvester Stallone            | vítězství |